# Mordellistena indifferens
Mordellistena indifferens es una especie de coleóptero de la familia Mordellidae.

## Distribución geográfica
Habita en la Argentina.